# Christian Nanou
Jaques Christian Nanou Vidmark, född 27 oktober 2002 i Lund, är en svensk sångare, artist, låtskrivare och musikproducent. Han är en av medlemmarna i det Malmöbaserade hiphop- och R&B-kollektivet Fugitive Familia. I april 2024 debuterade Nanou med singeln "Håll om mig".

## Biografi
Christian Nanou är uppvuxen i statdelen Nöbbelöv i nordvästra Lund. Han växte upp i en musikalisk familj där han tidigt introducerades till västafrikansk musik och R&B, främst genom sin pappa och sina systrar.
I tonåren började Nanou producera och skriva musik på engelska. Under sommaren 2020 grundade han tillsammans med vänner musikkollektivet Fugitive Familia. Kommande år gav kollektivet ut flertalet singlar där Christian Nanou medverkar som både låtskrivare och sångare.
Efter att ha flyttat till Stockholm 2022 träffade han Malmörapparen Jaqe, som inspirerade honom att skriva på svenska. I april 2024 gav Sony ut debutsingeln "Håll om mig" som Nanou både skrev och producerade själv. 
Debut-EP:n Stockholm utgavs av Sony i september 2024 med ett gästframförande av Jaqe. Vid Grammisgalan 2025 prisades EP:n som Årets soul/rRnB.

## Diskografi

### Singlar
| År   | Titel         | Producenter                                                                    | Skivbolag |
| ---- | ------------- | ------------------------------------------------------------------------------ | --------- |
| 2024 | "Håll om mig" | Christian Nanou                                                                | Sony      |
| 2024 | "Kontakt"     | Christian Nanou, Adam Lorentzi, Gabriel Ottosson, Matteus Jording, Teis Ortved | Sony      |
| 2024 | "Stockholm"   | Christian Nanou, Gabriel Ottosson                                              | Sony      |

### EP
| År   | Titel     | Skivbolag | Format              |
| ---- | --------- | --------- | ------------------- |
| 2024 | Stockholm | Sony      | Digital nedladdning |